# Jerónimo Cacciabue
Jerónimo Cacciabue (Montes de Oca, 24 de enero de 1998) es un futbolista argentino que juega en la posición de mediocampista en Universidad Católica de la Serie A de Ecuador.

## Clubes
| Club                 | País      | Año       |
| -------------------- | --------- | --------- |
| Newell's Old Boys    | Argentina | 2018-2022 |
| Miedź Legnica        | Polonia   | 2022-2023 |
| Platense             | Argentina | 2023      |
| Newell's Old Boys    | Argentina | 2024      |
| Universidad Católica | Ecuador   | 2025-act. |